# Hajas Tibor
Hajas Tibor (Szül. Frankl Tibor, "Biki" . Budapest 1946. augusztus 3. – Szeged, 1980. július 24.) képzőművész, performer, költő, filmrendező.

## Életpályája
Az Eötvös Loránd Tudományegyetem Bölcsészettudományi Karának angol szakára járt, 1965-ben egy utcai tüntetésben való részvétel miatt letartóztatták. Egyetemi tanulmányait nem fejezhette be (Fasiszta elvtársak c. verse miatt eltanácsolták), könyvkötészetet tanult. 1970-től az 1980. július 24-én bekövetkezett haláláig (egy tragikus autóbaleset áldozata lett) a fővárosi fa- és papíripari szövetkezetben dolgozott. 
Első verseit 1967-ben jelentette meg, a képzőművészettel saját magától, autodidakta úton kezdett el foglalkozni. Első jelentősebb munkája a Hús és vinil, Minden csak a saját másolata című konceptuális alkotás volt, melyet 1969-ben készített. Hajas Tibort általában a performanszairól ismerik, pedig nagyszerű költő és író is volt, univerzális alkotó, aki bármihez nyúlt, művészetet tudott belőle teremteni. Nevéhez kötődik a magyarországi performansz művészet megteremtése. Összesen 11 performanszot készített, majd a videóművészet felé fordult, elsősorban a Balázs Béla Stúdióban kapott alkotási lehetőséget. Itt készült leghíresebb videója is, aminek Öndivatbemutató a címe (1976). 
Irodalmi művei a Jelenlét Szógettó (1989) című különszámában jelentek meg. Írásaiból 2005-ben Szövegek címmel jelent meg vaskos kötet az Enciklopédia Kiadónál.

## Egyéni kiállítások, performansz[3]
- 1976 • Öndivatbemutató / Self Fashion Show[4]
- 1978, 1979 • Bercsényi 28-30 Galéria, Budapest
- 1980 • G. Permafo, Wrocław (halála után tervezett budapesti kiállítása, melynek dokumentációjaként 1985-ben megjelent első átfogó katalógusa, végül is elmaradt)
- 1987 • ~ 1946–1980 emlékkiállítás, Szent István Király Múzeum, Székesfehérvár (gyűjt., kat.)
- 1990 • Nightmare Works: ~, Anderson Gallery, School of the Arts, Virginia Commonwealth University (gyűjt., kat.)
- 1997 • ~, Ernst Múzeum, Budapest (gyűjt., kat.)
- 2005 • Kényszerleszállás/Emergency Landing, Ludwig Múzeum, Budapest (kat. szerk. dr. Baksa-Soós Vera; a kiállítás június 16-ától szeptember 4-éig volt látható)

## Csoportos kiállítások
- 1973 • Szövegek/Texts, Balatonboglári kápolnatárlat
- 1975 • Képregény, Fiatal Művészek Klubja, Budapest • Tavaszi Tárlat, Fiatal Művészek Klubja, Budapest • Expozíció – Fotó/Művészet, Hatvany Lajos Múzeum, Hatvan
- 1976 • Dia-pályázat, Fiatal Művészek Klubja, Budapest • Tavaszi Tárlat, Fiatal Művészek Klubja, Budapest
- 1977 • Möbius, Fiatal Művészek Klubja, Budapest
- 1978 • Miedzynarodowe Triennale Rysunku, Wrocław
- 1979 • Fotogramok, Józsefvárosi Kiállítóterem, Budapest • European Dialogue, B. of Sydney • Works and Words, Stichtung De Appel, Amsterdam
- 1980 • 6 HongaARSE Kunstenaars, M. van Hedendaagse Kunst, Gent • II. Esztergomi Fotóbiennálé,Vármúzeum, Esztergom[5] • A Makói Művésztelep kiállítása, Pataki I. Művelődési Ház, Makó
- 1981 • Tendenciák 1970–1980, 6., “Kemény és lágy” posztkonceptuális tendenciák, Óbuda Galéria, Budapest • Erweiterte Fotografie, 5. Internationale Biennálé, Wiener Secession, Bécs • 14. Mednarodni graficni b., Ljubljana
- 1982 • Fotóhasználat a grafikában, Óbuda Galéria, Budapest
- 1983 • Film/Művészet, Budapest Galéria, Budapest
- 1984 • Helyzet. A 70-es évek művészete a Sárospataki Képtárban, Budapest Galéria Lajos u., Budapest
- 1986 • Fotók, Liget Galéria, Budapest
- 1987 • Out of Eastern Europe • Private Photography, List Visual Center, Massachusetts Institute of Technology, Cambridge, Massachusets (USA) • Mágikus művek, Budapest Galéria Lajos u., Budapest • Bilder. Zeitgenössische ungarische Fotografie, Fotogalerie, Bécs
- 1988 • Fotohof, Kurt Kaindle Galerie, Salzburg
- 1989 • Más-kép, Ernst Múzeum, Budapest • Az avantgárd vége 1975–1980. A huszadik század magyar művészete, Csók Képtár, Székesfehérvár
- 1990 • Nuit de la photographie, Musée Elysée, Lausanne
- 1994 • Europa, Europa, Kunst- und Ausstellungshalle der Bundesrepublik Deutschland, Bonn
- 1996-1997 • A művészeten túl/Jenseits von Kunst, Kortárs Művészeti Múzeum/Ludwig Múzeum és Neue Galerie am Landesmuseum Joanneum, Graz
- 1998 • Body and the East, Moderna G., Ljubljana
- 1999-2000 • Global Conceptualism • Points of Origin – 1950s–1980s, Queens Museum of Art, New York, Walker Art Center, Minneapolis, Miami Art Museum, Miami (USA)
- 1999–2001 • Nézőpontok/Pozíciók Művészet Közép-Európában, Museum Moderner Kunst, Bécs, Kortárs Művészeti Múzeum/Ludwig Múzeum, Budapest, Fundacio Miró, Barcelona, Hansard Gallery/City Gallery Southampton, Národní g., Prága